# Sapas Mons
Sapas Mons est un volcan situé sur la planète Vénus par 8,5° N et 188,3° E, dans Atla Regio au nord-ouest de Maat Mons.

## Géographie
Large d'environ 217 km pour une hauteur de 1,5 km, ce volcan présente, sur ses flancs, des écoulements de lave de différentes textures, ceux apparaissant sombres au radar étant considérés comme plus lisses que ceux qui apparaissent clairs. On note de nombreux épanchements de lave latéraux, ces écoulements sur les flancs et non depuis la caldeira sommitale étant fréquents sur Terre pour les grands volcans, notamment les volcans boucliers d'Hawaï.
Le sommet semble constitué de deux mesas, dont la texture lisse les fait apparaître sombre au radar. Des cavités sont également visibles à proximité du sommet, certaines larges d'un kilomètre, probablement formées par effondrement une fois la chambre magmatique vidée. Un cratère d'impact de 20 km de diamètre au nord-est du volcan est partiellement enfoui sous les coulées de lave.
On n'avait que peu d'informations au sujet d'Atla Regio avant la sonde Magellan. Les données alors recueillies, acquises en février 1991, ont permis d'établir que la région est constituée d'au moins cinq grands volcans liés entre eux par un réseau complexe de fractures. Atla Regio résulterait de la remontée d'un panache mantellique (diapir) à cet endroit pour y former un point chaud.

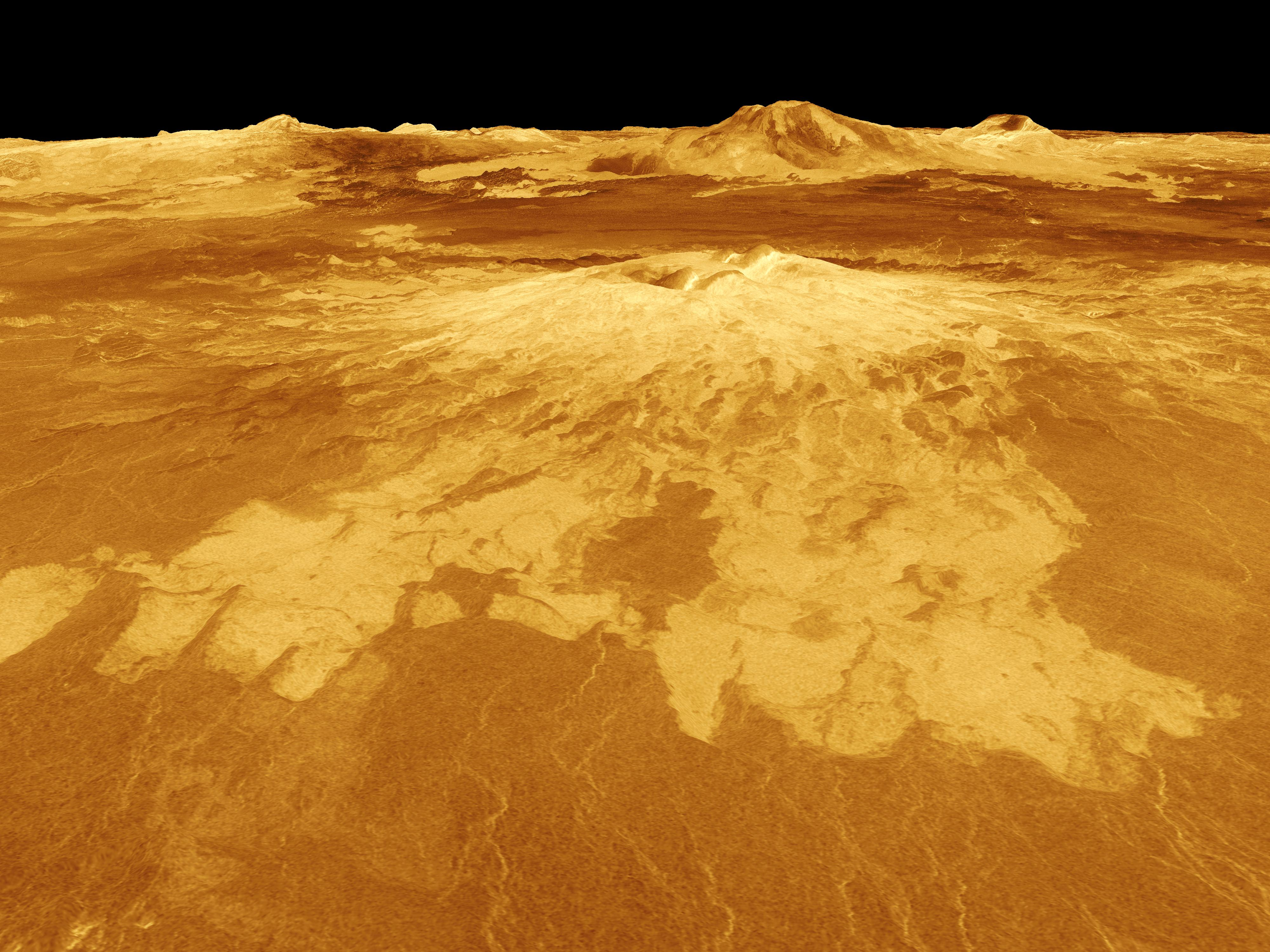
Vue de synthèse d'Atla Regio générée depuis un point fictif situé au nord-ouest, avec Sapas Mons au premier plan, Ozza Mons à gauche, Maat Mons à l'horizon et, à sa droite, Ongwuti Mons.